# Friedhelm Gieske
Friedhelm Gieske (* 12. Januar 1928 in Schwege; † 21. August 2021) war ein deutscher Manager in der Energiewirtschaft und leitete das Unternehmen RWE von 1989 bis 1994 als Vorstandsvorsitzender.

## Persönlicher und beruflicher Werdegang

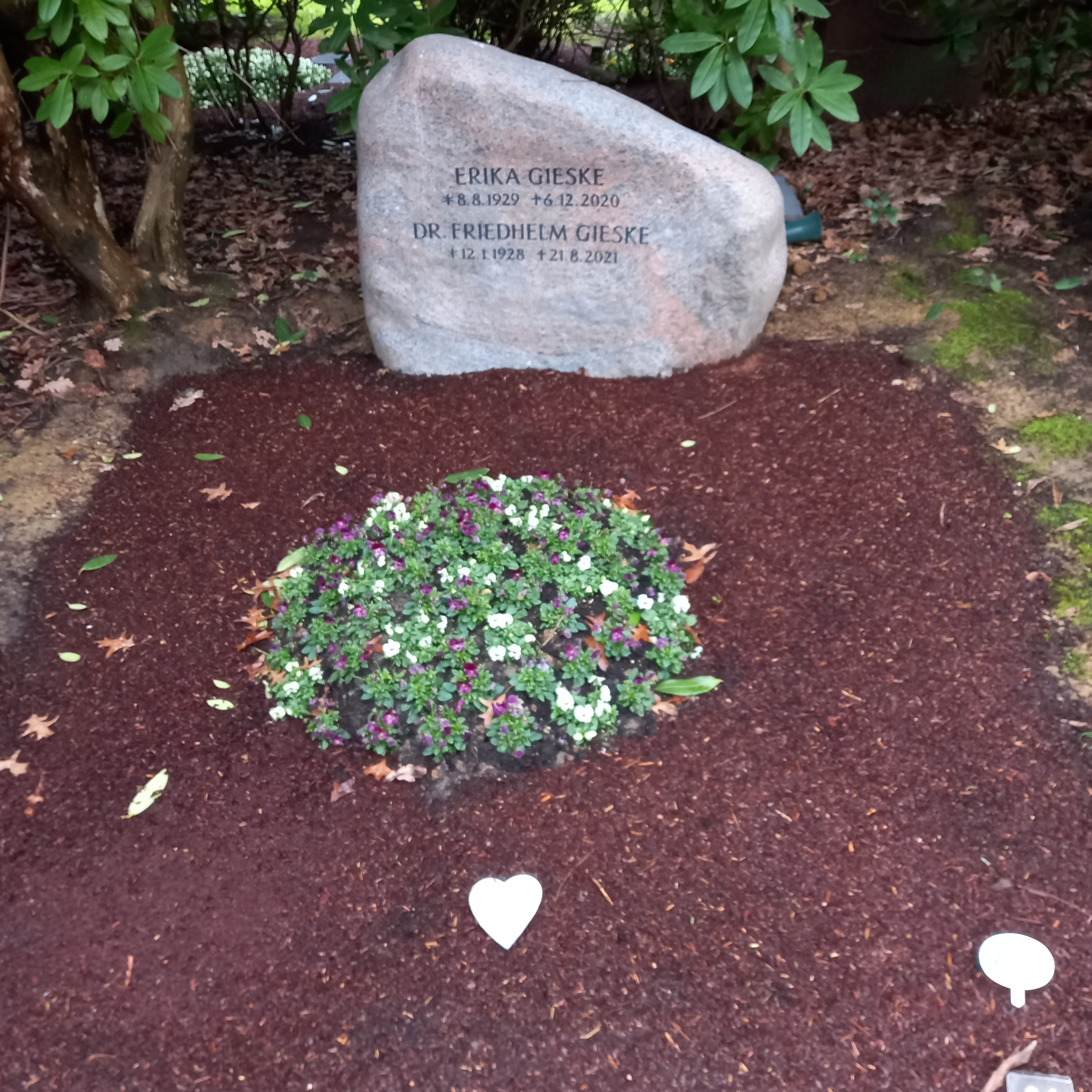
Grab auf dem Friedhof Bredeney in Essen

Gieske verbrachte sein gesamtes Berufsleben beim RWE. Er war Sohn eines Elektromeisters im Osnabrücker Land, die Familie hatte ihre Wurzeln in der Landwirtschaft. 1945 wurde er Hilfsmonteur bei der RWE-Tochtergesellschaft Niedersächsische Kraftwerke in Osnabrück, bei der sein Vater als Betriebsmeister tätig war. Gieske holte 1947 auf dem Osnabrücker Ernst-Moritz-Arndt-Gymnasium das Abitur nach. Anschließend absolvierte er bei den Niedersächsische Kraftwerken eine Lehre als Industriekaufmann. Danach studierte er in Göttingen Jura und Betriebswirtschaft. Seit 1948 gehörte er der Burschenschaft Frisia Göttingen an, der er im Sommersemester 1951 als Sprecher vorstand. Nach der Ersten juristischen Staatsprüfung 1952 promovierte er 1954 zum Dr. jur. Dazwischen trat Gieske 1953 in die Zentrale des RWE in Essen ein.
Gieske war mit seiner Frau Erika verheiratet und hatte eine Tochter und zwei Söhne.

## Führungspositionen bei der RWE
1967 wurde er Prokurist, dann 1968 stellvertretendes und 1972 ordentliches Vorstandsmitglied. Dort verantwortete er das Ressort Finanzen. 1988 wurde er zusammen mit Günther Klätte Vorstandssprecher. Von 1989 bis zu seiner Pensionierung 1994 war er Vorstandsvorsitzender. In dieser Zeit baute Gieske die RWE zu einem Mischkonzern mit 53 Milliarden DM Umsatz in sieben Sparten aus, darunter fiel der Kauf der Deutschen Texaco sowie der Einstieg in die Abfallwirtschaft. Darüber hinaus trieb er die Internationalisierung des Unternehmens voran. RWE bezeichnete ihn im Nachruf als „Architekten der modernen RWE“.
 Anfang 1995 wechselte Gieske in den Aufsichtsrat, wo er bis 2001 verblieb. Gegen diese Berufung gab es Widerstand von den kommunalen Energieversorgern, denn Gieske hatte geplant, die Mehrfachstimmrechte der 140 kommunalen Aktionäre abzuschaffen, welche mit 30 Prozent Anteil 60 Prozent der Hauptversammlungsstimmen hielten.

## Weitere Funktionen
- 1979 bis 2003 Aufsichtsratsmitglied der National-Bank, davon ab 1989 als stellvertretender Vorsitzender[10]
- 1994 bis 2001 Aufsichtsratsmitglied bei Thyssen Krupp[11]
- Aufsichtsratsmitglied beim Luxemburger Energieversorger Société électrique de l’Our, einer RWE-Beteiligungsgesellschaft, zuletzt als Ehrenvorsitzender[12]

## Ehrenamtliche und kulturelle Arbeit
Gieske wirkte von 1989 bis 1996 als Moderator des Initiativkreises Ruhr und engagierte sich im kulturellen Bereich. Er war Rotarier.

## Ehrungen
- 1992 Verdienstordens des Landes Nordrhein-Westfalen
- 1995 Großes Bundesverdienstkreuz